# クラーク (農家)
クラーク（ロシア語: кула́к）は、20世紀前半のロシア帝国やソビエト連邦国内における自営農家の総称である。「クラーク」というロシア語は拳骨を意味し、貧農から搾り取った金を握ったら放さない「けち、欲張り」という意味で使われた。クラークは、農業集団化を妨害し、貧農と中農から土地を奪い、搾取しているとされた。社会主義および共産主義者からは富裕層に数えられ、迫害弾圧の対象とされた。日本では富農と呼ばれる。

## 概要
当時のソ連の農村は、経済格差で分裂していたわけではなく、むしろ貧富にかかわらず連帯感があった。クラークは「想像の産物としての社会的敵だった」とネイマークはいう。共産党の指定する「クラーク」とは、数頭の牛を持っていたり、住居の屋根がトタンであったり、また集団化に反抗的かどうかで決定された。クラークは「吸血鬼、迫害者、寄生虫」としてポスターに描かれた。村の教会の司祭とその家族もクラークとされた。
ソ連時代には、農業集団化に反対するウクライナなどの自営農民に対するレッテルとして使用された。日本語訳の「富農」という言葉からも「共産主義に反対して個人で富を蓄える農民」という意味がうかがわれる。

## クラーク撲滅運動
クラークは1906年から開始されたピョートル・ストルイピンによる自由主義的改革（ストルイピン改革）によって登場し、ロシア農業の担い手として成長した。クラークは土地を所有し、ミールと呼ばれる従来の農村共同体の中では比較的自由な存在であった。

### レーニン時代

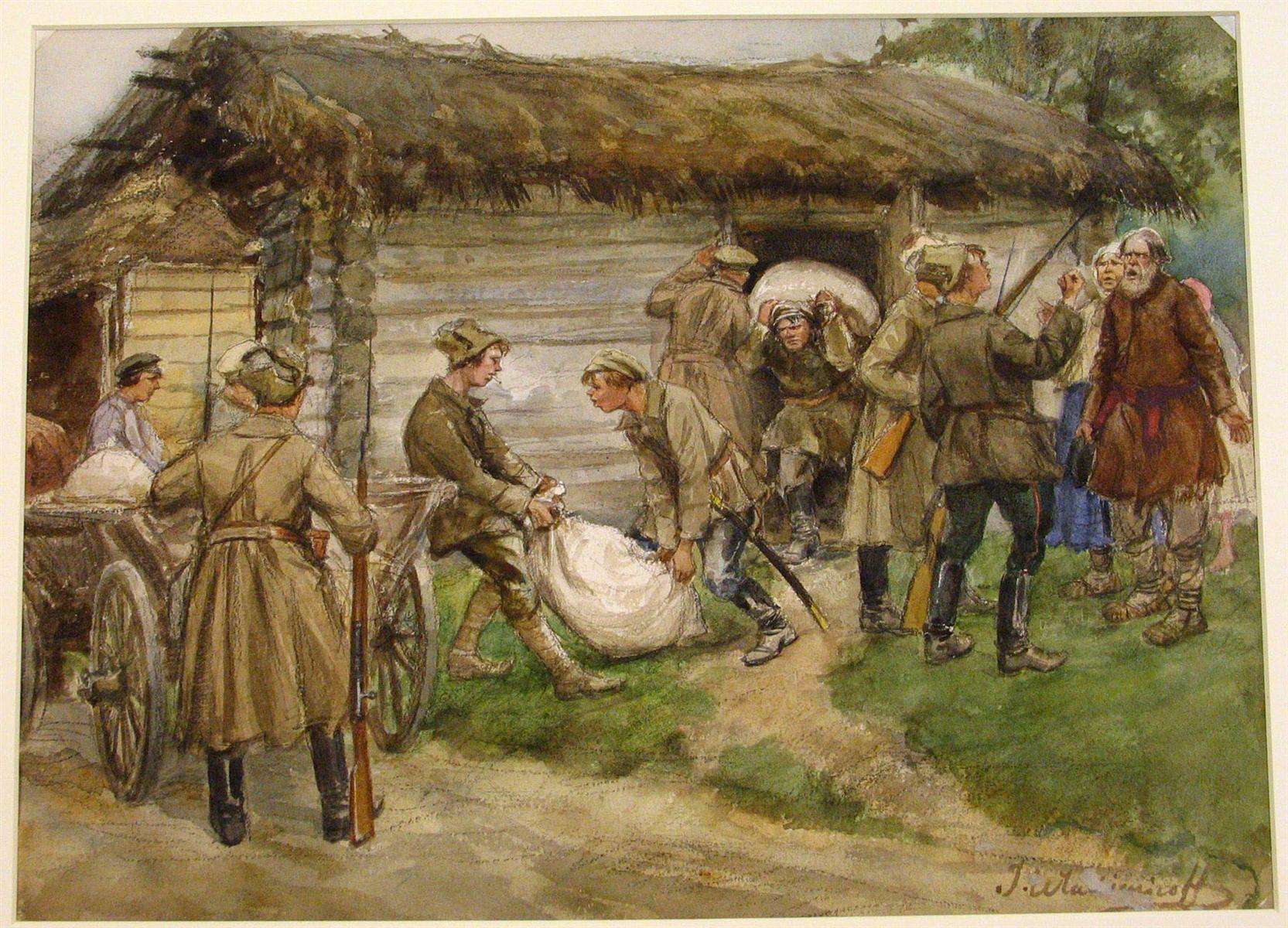
農民からの穀物の徴発。 Ivan Vladimirov作。

1917年のロシア革命後、ウラジーミル・レーニンを首班とするソビエト政権が戦時共産主義を敷くと、レーニンはクラークを絶滅すべき対象として弾圧を開始した結果、激しい抵抗に遭った。1918年8月11日にペンザの同志へ宛てた電報では、レーニンはペンザ付近で起きたクラークの武装蜂起を徹底的に鎮圧するよう命じたが、その中の一節「少なくとも100人のクラークを吊るし首にせよ、皆がよく見えるように」という指令はよく知られている。
レーニンがタンボフで見せしめに農民を吊るし首にしようとしたように、クラークは破壊さるべき想像上の産物としての敵階級にされた。
戦時共産主義とロシア内戦によりクラークは大きな痛手を負ったが、その後のネップ期には再び復活した。

### スターリン
しかし、1928年にヨシフ・スターリンが第一次五カ年計画を発表し、コルホーズの創設による農業集団化を強行する際、クラークはレーニンのとき同様に資本主義を代表する階級敵と規定されたものの、スターリンは小論文「階級としての富農撲滅の政策の問題によせて」で示している通り抑制ではなく絶滅の対象とされた。クラークには重税が課せられ、大半がそれに耐え切れず消滅した。反乱もおきたが、政府は反乱に対して厳格な態度でのぞみ多くのクラークが処刑され、それを免れても強制収容所へ連行された。この際の犠牲者数は100万人を超えるという説もある。
前述のクラーク絶滅計画はレーニン、スターリンが行ったため、レーニンとスターリンが似たものといわれる一因である。
特にロシア内戦やウクライナ・ソビエト戦争で手を焼いたウクライナ人に対するモスクワ政府の態度は苛烈で、多くのウクライナ人がクラークのレッテルを貼られて粛清された。ウクライナ人の多くは農民で、農村においてそれまでどおりの自活を続けることを望んだため、政府の推進する農業集団化政策とは対立していた。ウクライナにおける大飢饉は、クラークと呼ばれた自営農家への迫害と無理な農業集団化により人為的に発生させられた説が濃厚である。
農民は各地で根強く抵抗したが抗し切れず、最終的に自営農地や家畜などの資産はコルホーズに接収され、クラークは完全に解体された。

## フートル農民
宅地と耕地を一箇所に囲い込んだ形態をフートルというが、フートル農民もクラークとして迫害され、絶滅されることがたびたびあった。
なお、共同体の土地を一箇所に囲い込んだ形態をオートルプといい、家屋はもとの集落にとどまる。